# Jón Magnússon
Jón Magnússon (16 de janeiro de 1859 – 23 de junho de 1926) foi um político islandês. Ocupou o cargo de Primeiro-ministro da Islândia por duas vezes, sendo a primeira de 4 de janeiro de 1917 até 7 de março de 1922 e a segunda de 22 de março de 1924 até 8 de julho de 1926.